# Roger Walkowiak
Roger Walkowiak (ur. 2 marca 1927 w Montluçon, zm. 6 lutego 2017 w Vichy) – francuski kolarz szosowy polskiego pochodzenia.

## Życiorys
Syn Polaka, Tomasza Walkowiaka, i Francuzki, Berthe Lecocq. 
W 1956 roku wygrał niespodziewanie Tour de France. Żółtą koszulkę lidera przejął zabierając się z 30-osobową ucieczką podczas siódmego etapu. Nosił ją przez następne trzy dni, do momentu wjechania w Pireneje. Na osiemnastym etapie odzyskał prowadzenie w wyścigu i dowiózł je do mety w Paryżu, nie wygrawszy ani jednego etapu. 
Wygrana w Tourze była jego największym sukcesem. Rok wcześniej udało mu się zająć drugie miejsce w etapówce Critérium du Dauphiné Libéré, poza tym jednak nie odniósł żadnych znaczących zwycięstw w swojej karierze.